# اچ‌ام‌اس بی۱۱
اچ‌ام‌اس بی۱۱ (به انگلیسی: HMS B11) یک زیردریایی بود که طول آن ۱۴۲ فوت (۴۳ متر) و ارتفاع آن ۱۲ فوت (۳٫۷ متر) بود. این زیردریایی در سال ۱۹۰۶  توسط شرکت ویکرز لیمیتد ساخته شد.